# كارين بيترسن
كارين بيترسن (بالنرويجية: Karin Pettersen)‏ (و. 1964  م) هي لاعبة كرة يد نرويجية، شاركت في الألعاب الأولمبية الصيفية 1988.

## روابط خارجية
- كارين بيترسن على موقع الاتحاد النرويجي لكرة اليد (النرويجية)
- كارين بيترسن على موقع اللجنة الأولمبية الدولية (الإنجليزية)
- كارين بيترسن على موقع أوليمبيديا (الإنجليزية)